# DL-017
DL-017 je antagonist alfa adrenergičkog receptora.